# 122. pješačka pukovnija
122. pješačka pukovnija (k.u.k. Infanterieregiment Nr. 122) bila je postrojba u sastavu pukovnija Austro-ugarske vojske. Pukovnija je osnovana 1918. od istarske bojne 97. pukovnije i dvije dalmatinske bojne 22. pukovnije.
U Prvom svjetskom ratu postrojba se borila na na Talijanskom bojištu, završetak rata dočeka je na položajima na rijeci Piavi gdje je sudjelovala u dvije neuspješne ofenzive austrougarske vojske u lipnju i srpnju 1918.

## Kraj rata
U noći s 22. na 23. lipnja pomoću skela preko Piave kod Lampola započelo je povlačenje austrijske vojske, 122. pukovnija koja je držala odstupnicu postrojbama u povlačenju, među posljednjima se navečer uputila na mjesto izvlačenja na drugu obalu Piave. Stigavši tamo u ranim jutarnjim satima dolaze u stupicu, naime inženjerija je već rastavila i uklonila pontonske mostove te su tako ostali odsječeni. Gubitci 122. pukovnije iznosili su oko 1000 vojnika, od kojih najmanje 260 poginulih, 220 ranjenih i oko 500 zarobljenih. 
Tijekom srpnja 1918. cijelu 57. diviziju, u kojoj se nalazila 22. i 122. pukovnija, zahvatila je malarija i do te ju mjere desetkovala da više nije bila upotrebljiva za borbu. Praktički je cijela divizija bila izbačena iz borbenog poretka, zaraženi su 101 časnik i dočasnik te 5319 vojnika. 122. pukovnija reducirana je na jednu bojnu od tri satnije (III. bojna). 
1. studenog, u Monfalcone/Tržiću 122. pukovnija, izvršila je posljednje zapovjedi i u Roncheu (danas Ronche dei Leogionari) s dvije satnije razoružala jednu moravsku pohodnu bojnu koja je odbila zapovjedi. 
3. studenog, izvršeno je raspuštanje 122. pješačke pukovnije. Pripadnici pukovnije Dalmatinci i Istrani i ponešto Hercegovaca i Bosanaca srdačno su se pozdravili sa svojim časnicima i u jednorednoj koloni krenuli svojim domovima. Posljednji je iz Monfalconea/Tržića odjahao pukovnik Gazdić, prvi i ujedno zadnji zapovjednik 122. pukovnije.

## Poveznice
- INFANTERIEREGIMENTER der ö.u. Armee im Mai 1914
- Isonzofront.com - Austro-Hungarian Regiments[neaktivna poveznica